# Secret Society
Albums de Europe
Start from the Dark
(2004) Last Look at Eden
(2009)
Secret Society est le septième album studio du groupe Europe sorti en 2006.

## Titres
- Toutes les pistes sont écrites et composées par Joey Tempest & Mic Michaeli, sauf indication[réf. nécessaire].

1. "Secret Society" (Tempest) – 3:37
2. "Always the Pretenders" (Tempest, Levén) – 3:55
3. "The Getaway Plan" (Tempest, Norum) – 3:53
4. "Wish I Could Believe" – 3:35
5. "Let the Children Play" – 4:12
6. "Human After All" (Tempest, Norum) – 4:14
7. "Love Is Not the Enemy" (Tempest, Norum) – 4:19
8. "A Mother's Son" (Tempest) – 4:49
9. "Forever Travelling" – 4:12
10. "Brave and Beautiful Soul" (Tempest) – 3:48
11. "Devil Sings the Blues" – 5:24

## Formation
- Joey Tempest – chants
- John Norum – guitares
- John Levén – basse
- Mic Michaeli – claviers
- Ian Haugland – batterie

## Singles
- 11 octobre 2006: "Always the Pretenders"